# Tanjung Pering
Tanjung Pering is een bestuurslaag in het regentschap Ogan Ilir van de provincie Zuid-Sumatra, Indonesië. Tanjung Pering telt 1414 inwoners (volkstelling 2010).